# Stratégie océan bleu
Ne doit pas être confondu avec Économie bleue.
 (avril 2011).
Si vous disposez d'ouvrages ou d'articles de référence ou si vous connaissez des sites web de qualité traitant du thème abordé ici, merci de compléter l'article en donnant les références utiles à sa vérifiabilité et en les liant à la section « Notes et références ».
La Stratégie Océan Bleu est un paradigme d'une stratégie d'entreprise, exposé par W. Chan Kim (en) et Renée Mauborgne (en), chercheurs au Blue Ocean Strategy Institute à l'INSEAD dans leur ouvrage Stratégie Océan Bleu : Comment créer de nouveaux espaces stratégiques.
Le concept a fait l'objet d'un premier ouvrage publié en 2005 (et mis à jour en 2015) où les auteurs expliquent que la forte croissance et les profits élevés que peuvent générer une entreprise se font en créant une nouvelle demande dans un espace stratégique non contesté, ou Océan Bleu, plutôt qu'au cours d'affrontements avec des fournisseurs existants pour des clients existants dans une activité existante. En 2017, les auteurs publient un second ouvrage, Blue Ocean Shift, traduit en français par Cap sur l'Océan Bleu. Dans ce nouvel opus, les auteurs proposent une méthodologie en cinq étapes visant à créer ces océans bleus qu'ils assortissent de conseils et illustrent d'exemples d'applications du concept. En 2023, ils publient Beyond Disruption, non traduit en français, qui permet de créer des innovations complémentaires aux océans bleus et aux innovations disruptives.

## Le concept «Océan Bleu»
La métaphore des océans rouges et océans bleus permet de décrire le marché dans sa globalité. Dans celui-ci, deux types d'activités coexistent.

### Les océans rouges
Les océans rouges sont les activités existantes et représentent l'espace connu du marché. Dans les océans rouges, les frontières de l'activité sont connues et acceptées par les différents acteurs (fournisseurs, clients, prescripteurs, etc.). Les règles de la concurrence sont également connues. Dans les océans rouges, les entreprises essaient de dépasser leurs rivaux en conquérant de nouvelles parts de marché. Pour une entreprise confrontée à cette intensité concurrentielle, il devient de plus en plus difficile de trouver des opportunités de croissance. L'offre se transforme et le produit devient une commodité ou s'inscrit dans des niches de marché. La compétition devient sanglante, d'où le terme d'océan rouge et de la couleur des comptes qui en résultent.

### Les océans bleus
Les océans bleus, au contraire, sont constitués de toutes les activités n'existant pas actuellement. Celles-ci constituent donc un marché inconnu, non affecté par la concurrence. Dans les océans bleus, la demande est créée plutôt que conquise. Pour les entreprises, il y existe de nombreuses opportunités pour une croissance rapide et importante. La compétition n'existe pas car les règles du jeu n'existent pas et sont à écrire. L'océan bleu est une analogie pour décrire l'immensité du potentiel non exploré.

### L'innovation utile
La pierre angulaire de la stratégie Océan Bleu est l'innovation utile (value innovation, en anglais), une forme d'innovation qui crée de la valeur pour le client ainsi que pour l'entreprise. En effet, selon les auteurs, l'innovation (sur un produit, un service, etc.) doit créer et augmenter la valeur pour les clients et, dans le même temps, réduire ou éliminer les caractéristiques du produit et/ou les services qui ont moins de valeur pour le marché actuel ou à venir. Kim et Mauborgne critiquent Michael Porter et ses stratégies génériques qui limitent les choix possibles des entreprises à trois options stratégiques : la domination par les coûts, la différenciation, ou la stratégie de niche. À la place, les auteurs proposent de trouver de la valeur qui dépasse la traditionnelle segmentation de marché afin d'apporter cette nouvelle valeur découverte ET d'avoir des coûts bas.
Selon les auteurs, l'objectif des entreprises devrait donc être de créer en permanence de nouveaux Océans Bleus, ceux-ci, avec l'arrivée de concurrents ayant une stratégie d'imitation, ayant tendance à devenir des Océans Rouges.

## Outils et méthodologies
L'ouvrage Stratégie Océan Bleu a introduit de nombreux outils pratiques, méthodologies et schémas pour formuler et mettre en œuvre une stratégie Océan Bleu. Ces outils permettent également de faire de la démarche de création d'un Océan Bleu un processus systématique et répétitif.

## Histoire du concept
Le concept d'innovation-valeur a initialement été créé dans les années 1990 alors que W. Chan Kim participait à un projet de conseil pour le groupe Philips avec le chercheur en management C.K. Prahalad. En travaillant avec des consultants du Mac Group (ancien cabinet de conseil en stratégie depuis racheté par Capgemini), il développe un ensemble d'outils qui conduiront quelques années plus tard à la publication d'une série d'articles dans la Harvard Business Review, puis en 2005 à l'ouvrage Stratégie Océan Bleu,.